# Total War: Attila
Total War: Attila ist der neunte Teil der Computer-Strategiespielserie Total War des britischen Entwicklerstudios Creative Assembly. Es wurde am 25. September 2014 angekündigt und erschien am 17. Februar 2015.
Attila ist stark an seinen Vorgänger Total War: Rome II angelehnt und spielt zur Zeit der Völkerwanderung.

## Spielprinzip
Total War: Attila spielt ab dem Jahr 395 n. Chr. in der Zeit der Völkerwanderung und des Zerfalls des Weströmischen Reichs. Der Spieler kann zwischen zehn verschiedenen Fraktionen wählen, diese Zahl kann jedoch durch den Kauf von verschiedenen Add-Ons erweitert werden.
Das erstmals in Rome: Total War: Barbarian Invasion vorkommende System, das bestimmten Völkern erlaubt, als sogenannte „Horden“ zu agieren, wurde wieder aufgegriffen und weiterentwickelt. Das bedeutet, dass die Fraktion keine Siedlungen halten darf, sondern nur aus ihren Armeen besteht. Allerdings können trotzdem Städte geplündert oder gebrandschatzt werden. Neu ist auch das Brandschatzungssystem, das es erlaubt, eroberte Städte nicht zu besetzen und in sein Reich zu integrieren, sondern auch völlig zu zerstören und somit auf der Karte vorübergehend ganz verschwinden zu lassen.
Das Spiel beinhaltet insgesamt neun historische Schlachten, darunter die Schlacht auf den Katalaunischen Feldern, die Schlacht von Adrianopel und die Schlacht von Soissons.

## Fraktionen
In Total War: Attila sind zehn Fraktionen zu Beginn spielbar. Weitere folgten als DLCs.
Zu den Hunnen gehört der namensgebende Attila. Dieser ist allerdings nicht von Beginn an spielbar. Zunächst erscheint um das Jahr 400 eine Nachricht, dass Attila geboren ist. Einsetzbar als General wird er aber erst, wenn er das nötige Alter dafür erreicht hat.
Das Weströmische Reich gilt als schwierigste Fraktion. Trotz seiner Größe zu Spielbeginn sieht es sich mit vielen innen- und außenpolitischen Problemen konfrontiert: Aufgrund der einfallenden Barbarenstämme befindet sich das Weströmische Reich schon ab Spielstart mit vielen barbarischen Fraktionen im Konflikt; hinzu kommen teilweise Revolten im Inneren.
Das Gegenstück dazu ist das Oströmische Reich. Es ist nicht ganz so groß wie Westrom, hat aber dennoch mit den einfallenden Barbarenstämmen zu kämpfen. Allerdings sind die innenpolitischen Voraussetzungen in Ostrom deutlich stabiler. Die beiden römischen Fraktionen sind zu Beginn Verbündete.
Als spätantiker Nachfolger des Perserreichs ist das Sassanidenreich spielbar. Es befindet sich im Gebiet östlich des Oströmischen Reichs und erstreckt sich grob über den heutigen Irak und Iran.
Die Franken befinden sich zu Beginn im Gebiet der heutigen Niederlande. Die Sachsen starten im Gebiet Frieslands. Ihre Truppen sind zu Beginn so verteilt, dass es möglich ist, direkt Britannien zu plündern. Damit soll dargestellt werden, wie die Sachsen und Angeln nach Britannien kamen.
Die Alanen befinden sich in der Nähe der Hunnen, vor welchen sie flüchten. Die Vandalen starten im Gebiet der heutigen Tschechischen Republik.
Die Ostgoten und die Westgoten sind zwei für sich spielbare Fraktionen, die an der nördlichen Grenze des Oströmischen Reichs starten. Ihre Armeen stehen bereit um Ostrom zu plündern.
Die Fraktionen der Hunnen, Vandalen, Alanen, Ostgoten und Westgoten starten zu Spielbeginn als „Horde“. Das heißt, dass sie ohne Siedlung starten und nur ihre Armeen besitzen, mit denen sie aber auch Lager aufschlagen können, um Gebäude zu bauen. Sobald man eine Stadt mit einer dieser Fraktionen besetzt und nicht plündert oder brandschatzt, verliert man seinen „Hordenstatus“ und wird zu einer normalen Fraktion, die Städte kontrolliert (mit Ausnahme der Hunnen, die nicht sesshaft werden können).
Weitere Fraktionen, die mit der Zeit als spielbare Fraktion kostenlos in das Spiel integriert wurden, sind die Lachmiden, Sueben, Hephthaliten (Weiße Hunnen) und Garamanten.

## Verkaufsversionen
Für die Nutzung des Spiels ist ein Steam-Konto notwendig. Vorbesteller des Spiels erhielten das Wikingervorfahren-DLC mit 3 weiteren spielbaren Fraktionen (Gauten, Jüten und Dänen) kostenlos. Zudem gibt es eine Special Edition, die neben dem DLC eine Biografie über Attila und ein Poster mit Übersicht über die spielbaren Fraktionen und der Spielkarte enthält.
Der zweite DLC Langbärte kam am 4. Mai 2015 heraus. Mit ihm kamen die Langobarden, Alamannen und Burgunden als spielbare Fraktionen dazu. Am 25. Mai 2015 kam das dritte Fraktionen-Paket dazu, mit dem die keltischen Pikten, Ebdani und Kaledonier spielbar wurden.
Am 25. Juni 2015 erschien die Erweiterung Total War: Attila – The Last Roman. Es handelt sich um eine neue Kampagne, die im Jahr 533 beginnt und die Rückeroberungsversuche des oströmischen Kaisers Justinian I. thematisiert. Der Titel „Der letzte Römer“ bezieht sich dabei auf Justinians General Belisar, dessen Feldzüge im Westen auf einer neuen Kampagnenkarte nachgespielt werden können. Hinzu kommen neue Truppen und Technologien. Es handelt sich um fünf spielbare Fraktionen: Neben der oströmischen Expedition um die West- und Ostgoten, die Vandalen und die Franken.
Am 15. September 2015 erschien die Erweiterung Imperien des Sandes, welches Aksum und Himyar sowie den Stamm der Tanukhiden, der als Horde startet, spielbar machte. Außerdem wurden mit dem Judentum und dem östlichen Christentum zwei neue Religionen ins Spiel gebracht.
Am 10. Dezember 2015 wurde die Erweiterung Age of Charlemagne (Das Zeitalter Karls des Großen) veröffentlicht. Diese Erweiterung spielt im Frühmittelalter (Startjahr: 768 n. Chr.) und stellt den Aufstieg Karls des Großen dar. Spielbar sind folgende Fraktionen: Königreich Karls des Großen, Königreich Asturien, Awaren, Emirat von Córdoba, Königreich der Dänen, Königreich der Langobarden, Königreich Mercia und Westfalen.

## Rezeption
Insgesamt wurde das Spiel positiv bewertet. Das Szenario und sinnvolle Veränderungen wurden gelobt. Bei aller Komplexität schneidet der neue Teil auch im Vergleich zum direkten Vorgänger Total War: Rome II, der bei Veröffentlichung unter schweren technischen Mängeln litt, gut ab. Die Website Metacritic, welche Testberichte sammelt und auswertet, vergab eine Metawertung von 80 von 100 Punkten auf der Basis von 66 Kritiken, die als „im Allgemeinen positiv“ (generally favorable) bezeichnet wurden.